# Sportclub Heerenveen 2018-2019
Questa voce raccoglie le informazioni riguardanti lo Sportclub Heerenveen nelle competizioni ufficiali della stagione 2018-2019.

## Rosa
| N. |                        | Ruolo | Calciatore               |
| -- | ---------------------- | ----- | ------------------------ |
| 1  | Paesi Bassi (bandiera) | P     | Warner Hahn              |
| 2  | Paesi Bassi (bandiera) | D     | Sherel Floranus          |
| 3  | Danimarca (bandiera)   | D     | Daniel Høegh             |
| 4  | Danimarca (bandiera)   | D     | Andreas Skovgaard        |
| 5  | Paesi Bassi (bandiera) | D     | Kik Pierie               |
| 6  | Paesi Bassi (bandiera) | C     | Stijn Schaars (capitano) |
| 7  | Serbia (bandiera)      | C     | Nemanja Mihajlović       |
| 8  | Norvegia (bandiera)    | C     | Morten Thorsby           |
| 9  | Paesi Bassi (bandiera) | A     | Sam Lammers              |
| 10 | Paesi Bassi (bandiera) | C     | Ben Rienstra             |
| 11 | Paesi Bassi (bandiera) | A     | Mitchell van Bergen      |
| 12 | Paesi Bassi (bandiera) | D     | Doke Schmidt             |

| N. |                        | Ruolo | Calciatore           |
| -- | ---------------------- | ----- | -------------------- |
| 14 | Svezia (bandiera)      | D     | Ibrahim Drešević     |
| 15 | Paesi Bassi (bandiera) | C     | Rodney Kongolo       |
| 16 | Paesi Bassi (bandiera) | D     | Lucas Woudenberg     |
| 17 | Danimarca (bandiera)   | C     | Dennis Johnsen       |
| 18 | Paesi Bassi (bandiera) | C     | Michel Vlap          |
| 19 | Paesi Bassi (bandiera) | C     | Pelle van Amersfoort |
| 21 | Giappone (bandiera)    | C     | Yuki Kobayashi       |
| 22 | Danimarca (bandiera)   | C     | Emil Frederiksen     |
| 23 | Paesi Bassi (bandiera) | P     | Wouter van der Steen |
| 24 | Danimarca (bandiera)   | P     | Trevor Doornbusch    |
| 31 | Paesi Bassi (bandiera) | P     | Jan Bekkema          |
| 35 | Paesi Bassi (bandiera) | A     | Jizz Hornkamp        |